# Nécropole nationale de Maurepas
La nécropole nationale de Maurepas est un cimetière militaire français de la Première Guerre mondiale situé sur le territoire de la commune de Maurepas, sur le bord de la RD 146 au nord de la RD 938 à une dizaine de kilomètres au nord-ouest de Péronne.

## Historique
Le cimetière militaire est créé en 1916, pendant la Bataille de la Somme. De 1921 à 1936, on y regroupe des corps de soldats français exhumés des cimetières provisoires de Maurepas et de Suzanne (Somme) et d'autres lieux du secteur d'Albert (Somme). La nécropole de Maurepas a été rénovée en 1974.

## Caractéristiques
Sur une superficie d'1,37 ha sont inhumés les corps de 3 678 de soldats morts pendant la Grande Guerre  dont 3 657 Français ; 2 120 en tombes individuelles et 1 588 en deux ossuaires.
Reposent dans ce cimetière des Chasseurs Alpins, des Tirailleurs marocains, des Tirailleurs sénégalais, des fantassins du département du Nord etc.
Y sont également inhumés une victime civile française, un Roumain et 19 Russes.

## Photos

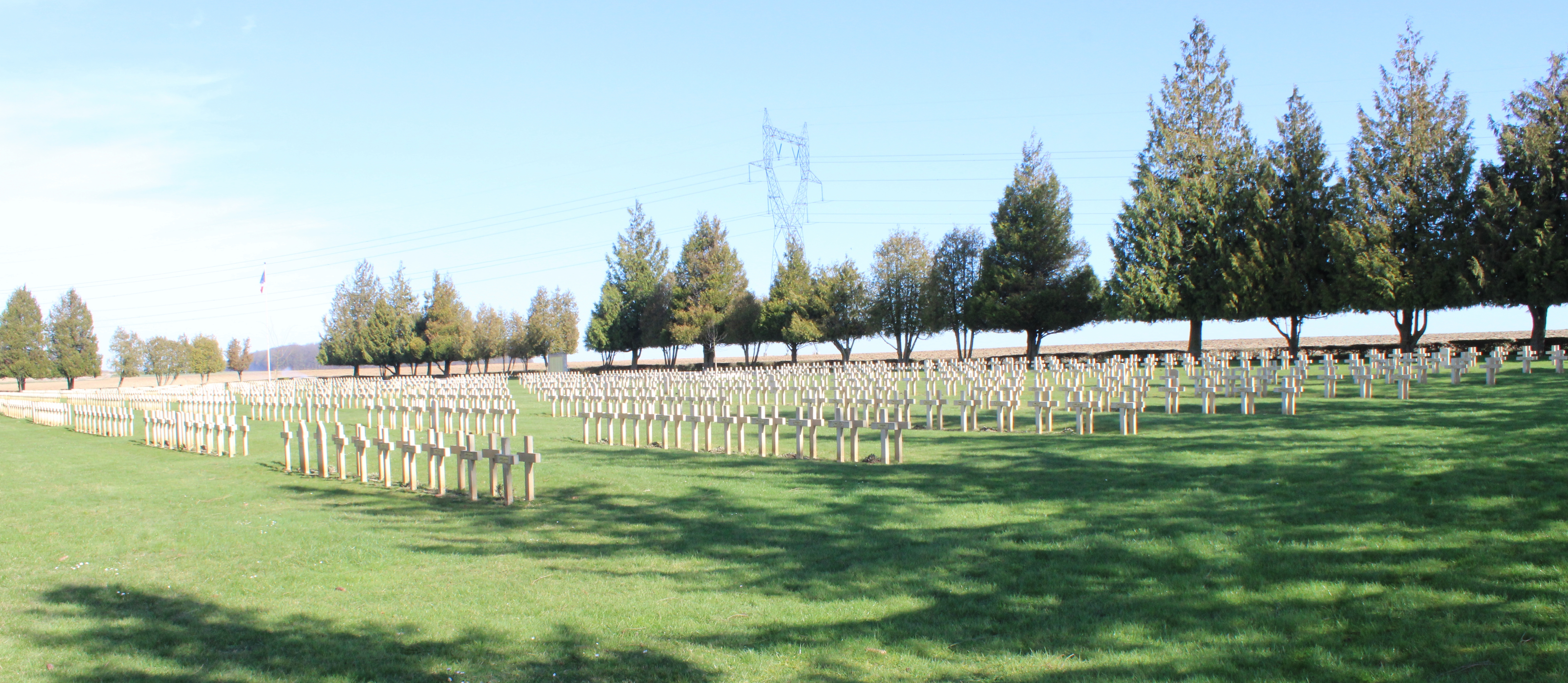
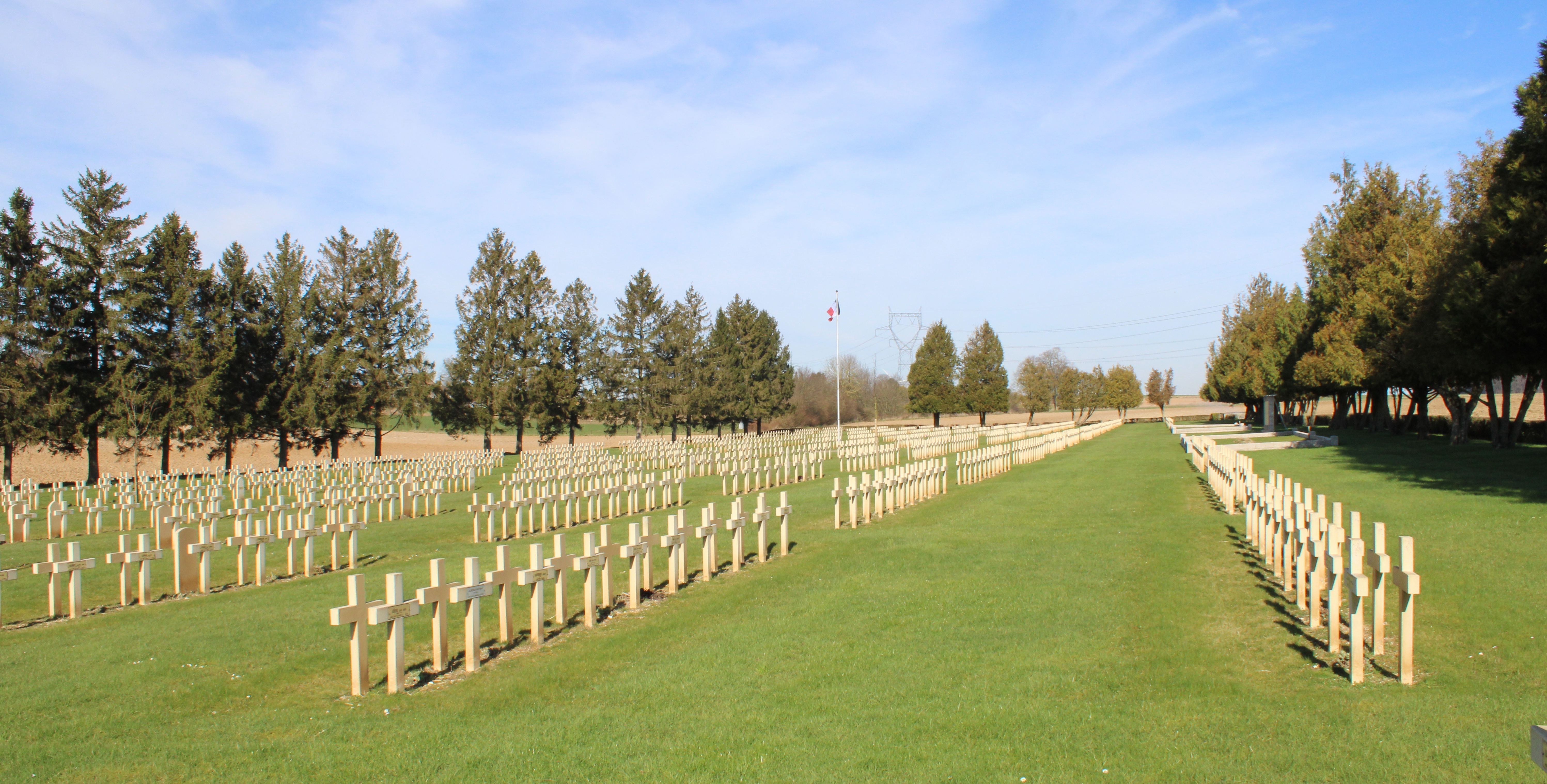
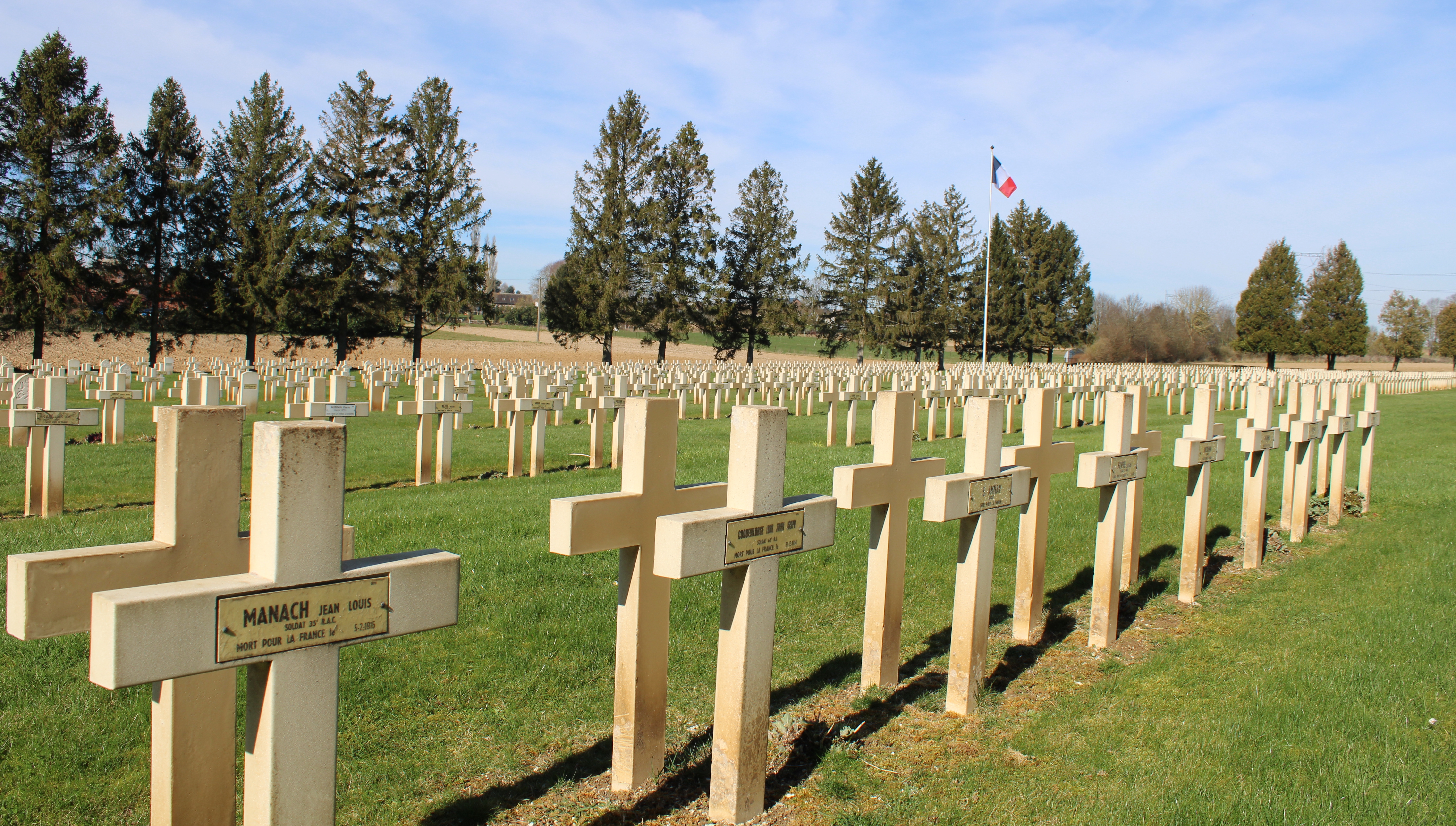
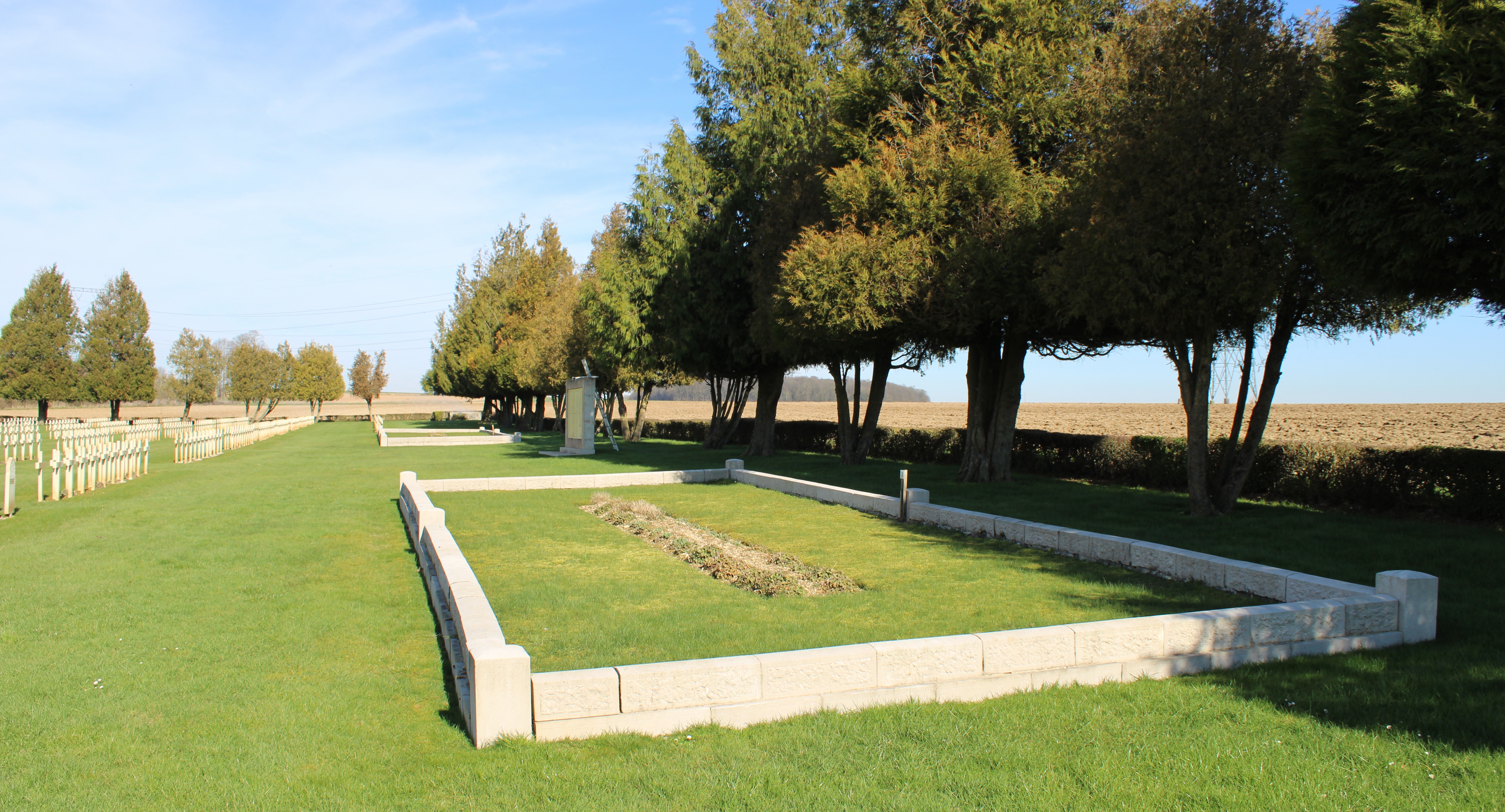
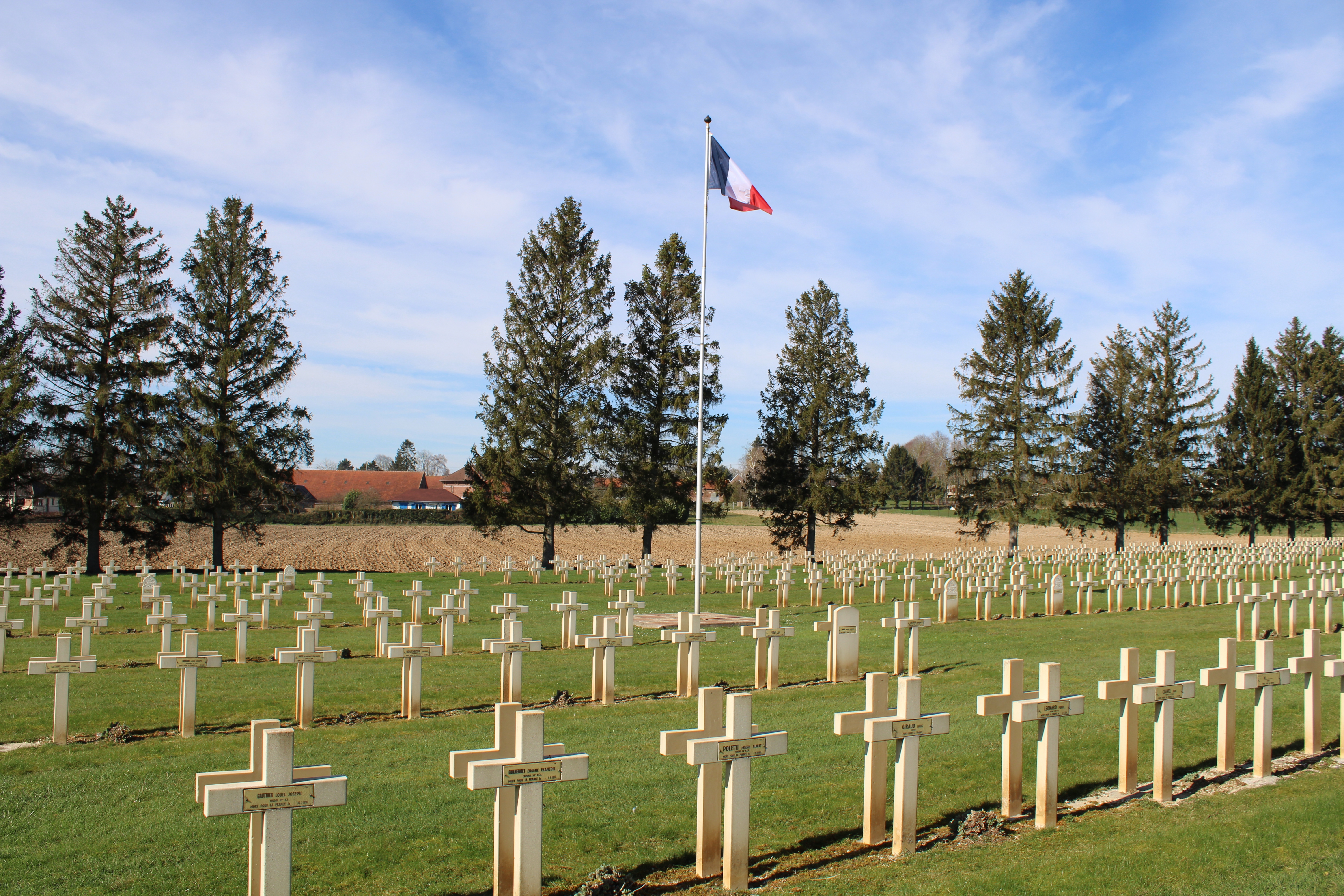
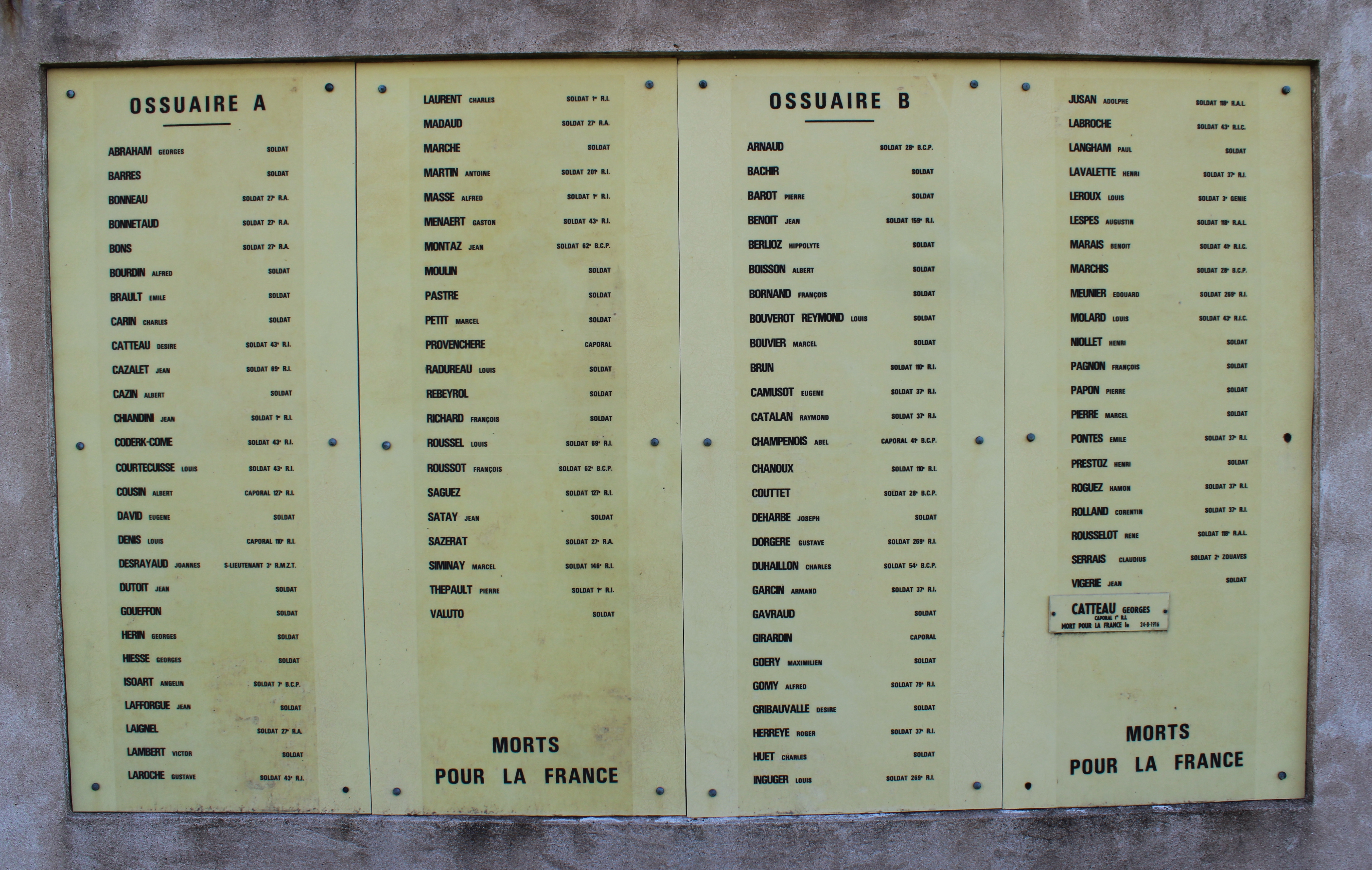